# 今岡里奈
今岡 里奈（いまおか りな 2003年 3月22日 - ）は、日本の 新体操選手。
ふじしま新体操クラブ、東京女子体育大学所属。

## 人物
- 身長 - 173.5cm
- 趣味 - 音楽を聴くこと、寝ること
- 好きな音楽 - 舟津真翔「Dreamer」
- 勝負飯 - 白米、お肉
- 座右の銘 - 本気、ヤル気、笑顔、感謝
- 得意種目 - ボール、リボン
- 尊敬する人物 - エフゲニア・カナエワ (ロシアの新体操選手。ロンドン五輪メダリスト)[1] [2]

## 経歴
- 2009年 - 仲の良かった友達がリボンを持って踊っていたのが楽しそうだった事がきっかけでふじしま新体操クラブに加入し、新体操を始める[要出典]。
- 2015年 - 新体操ナショナル強化選手（個人競技）に指定される[3]。
- 2019年 - 第15期フェアリージャパン メンバーに加入[4]。以降、第19期(2023年)までトライアウト受験で合格しメンバー入り[5]。
- 2021年 - 第38回世界新体操選手権大会(福岡県 北九州市開催)でメンバー入り。ボール5とフープ3クラブ2の両種目で銅メダルを獲得[6]。